# Masakatsu Shibasaki
Masakatsu Shibasaki (jap. 柴崎 正勝, Shibasaki Masakatsu; * 25. Januar 1947 in der Präfektur Saitama, Japan) ist ein japanischer Chemiker. 

## Leben
Shibasaki studierte Chemie an der Universität Tokio, wo er 1974 in der Arbeitsgruppe von Shun’ichi Yamada promovierte. Nach einem Post-Doc-Aufenthalt bei E. J. Corey an der Harvard University kam er 1977 nach Japan zurück, wo er einen Ruf an die Teikyō-Universität annahm. Im Jahr 1983 wurde er Gruppenleiter beim Sagami Chemical Research Center, 1986 wurde er Professor an der Universität Hokkaidō. Im Jahr 1991 nahm er einen Ruf an die Universität Tokio an. Seit 2010 ist Shibasaki Direktor am MCRF (Microbial Chemistry Research Center) in Tokio.
1995 war er Gastprofessor an der Philipps-Universität Marburg.
Der Schwerpunkt seiner Forschung liegt im Bereich der asymmetrischen Katalyse und der medizinischen Chemie biologisch signifikanter Komponenten. Der Hirsch-Faktor von Masakatsu Shibasaki ist 73, was seine herausragenden wissenschaftlichen Leistungen deutlich kennzeichnet.

## Shibasaki-Synthese
Im Jahr 2006 veröffentlichte Shibasaki eine neuartige Synthese von Tamiflu unter Umgehung der Shikimisäure
| Shibasaki Tamiflu Synthese Teil I |  | Shibasaki Tamiflu Synthese Teil II |
| Shibasaki Tamiflu Synthese Part I |  | Part II                            |

## Ehrungen
Shibasaki erhielt 1981 den Preis der Pharmaceutical Society of Japan for Young Scientists. Im Jahr 1994 erhielt er den Inoue Prize for Science, 1996 den Fluka Preis Reagent of the Year. 1998 wurde er von Elsevier mit dem Preis für Inventiveness in Organic Chemistry ausgezeichnet, ein Jahr später mit dem Preis der Pharmaceutical Society of Japan sowie dem Preis für Molecular Chirality. Die Naito Foundation verleih ihm 2001 den Forschungspreis, die American Chemical Society den Arthur C. Cope Senior Scholar Preis (2002). Es folgten Auszeichnungen mit dem Toray Science and Technology Preis (2004), dem Japan Academy Preis (2005), dem Sankyo Takamine Memorial Preis und dem Shiokawa Preis (2006), der Centenary Medal und dem Lectureship der Royal Society of Chemistry (2007), dem Preis für Kreativität in der synthetischen organischen Chemie der American Chemical Society (2008) und der Prelog-Medaille der ETH Zürich (2008).
Im Jahr 1997 wurde er zum Fellow der Royal Society of Chemistry gewählt und zum Honorary Fellow of the Chemical Research Society of India im Jahr 2003. Shibasaki ist Ehrenmitglied der Chemischen Gesellschaft von Japan.